# Evil Dead: A Fistful of Boomstick
Evil Dead: A Fistful of Boomstick è il terzo videogioco basato sulla serie di film La casa. Pubblicato nel 2003 per PlayStation 2 e Xbox, è il sequel di Evil Dead: Hail to the King.

## Trama

### Prologo
Ash Williams racconta la sua storia ad un uomo asiatico tramite una serie di flashback.

### Dearborn, Michigan: l'ultima notte
Questo episodio si ambienta 12 anni dopo il finale di Hail to the King, nella città di Dearborn. Jenny è morta da poco in un incidente stradale, e Ash passa il suo tempo ad ubriacarsi in un bar. L'umanità nel frattempo ha saputo dell'esistenza del Necronomicon, ma ne ignora la vera natura; infatti il prof. Alex Eldridge (ex-studente del prof. Knowby), che ha scritto un libro su delle origini parecchio diverse del Necronomicon, ne è considerato il maggior esperto. Trisha Pettywood, giornalista che conduce un programma di cui Eldridge è ospite, fa riferimento alle dichiarazioni di un uomo del posto (Ash) secondo cui il Necronomicon avrebbe il potere di resuscitare i morti e aprire portali spazio-temporali, voci che il professore definisce "le tristi e depravate farneticazioni di un pazzo". Trisha ha in qualche modo ottenuto le registrazioni del prof. Knowby, e le riproduce dal vivo come "chicca" per i telespettatori. Ash assiste impotente alla scena da un bar, guardando la televisione. Ancora una volta, la malvagia entità viene liberata e possiede il barista, e Ash è costretto a finirlo subito. Intanto la città viene assediata dai Deadites. Ash si dirige verso gli studi della stazione televisiva KLA2, dove si sta tenendo la trasmissione. Riesce a salvare sia Trisha che il prof. Eldridge. I tre cercano gli appunti di Knowby alla ricerca di un modo per rimandare indietro i Deadite, ma gli appunti sono cifrati, probabilmente perché il professore temeva troppo il potere del Necronomicon. Eldridge riesce comunque a decifrarne una parte, che accenna la pietra evocatrice di Kandaria, il cui potere può controllare e distruggere i Deadite. Intuisce anche che la pietra si trovi al museo locale, dato che il fondatore, Nathaniel Payne, era ossessionato dal collezionismo di artefatti dell'occulto. All'interno del museo, una guardia ancora umana dice ad Ash che Nathaniel Payne aveva fatto costruire un tempio sotto il museo, da sempre creduto per sacrifici umani, e che un giorno andò giù nel tempio e non tornò indietro. All'interno del tempio, dietro un quadro di Payne, trova un dispositivo grazie al quale rintraccia quattro gemme, che gli permettono di entrare nelle stanze private dell'uomo. Qui viene attaccato da Payne stesso, trasformato dall'entità in un mostro di fuoco. Sconfitto, Eldridge ruba la pietra di Kandaria, rivelando di aver sempre saputo dei suoi poteri e di quelli del Necronomicon, e vuole usarli per avere il controllo del mondo. Grazie al potere della pietra, apre un vortice temporale, seguito subito dopo da Ash.

### Dearborn, Michigan: 1695 circa
Ash e Eldridge finiscono nella Dearborn dell'epoca coloniale, intorno alla fine del XVII secolo. Eldridge gli scaglia contro un gruppo di Deadite, che vengono sconfitti facilmente, ma lui riesce a scappare. Gli abitanti della cittadina scambiano Ash per il fabbro, il quale è quasi identico a lui, e si scoprirà essere un suo antenato. Ma Eldridge rapisce il fabbro, e Ash è costretto a salvarlo per garantire la propria esistenza. Lo scienziato fugge attraverso un nuovo vortice temporale.

### Dearborn, Michigan: 1893 circa
I due stavolta finiscono nella Dearborn di fine XIX secolo, nel pieno della guerra civile. Per combattere Eldridge e i suoi Deadite, Ash convince il capo dell'Unione (un altro suo antenato) e quello della Confederazione a cessare il fuoco e a combattere il nemico comune. Sconfitti tutti i Deadite, Ash affronta Eldridge, trasformatosi in un'enorme creatura simile ad un drago. Sconfitto lo scienziato, Ash, riesce ad aprire un vortice temporale e a tornare alla sua epoca.

### Evil Dearborn
Tornato nella sua epoca, Ash scopre che in sua assenza la città è stata conquistata dai Deadite, guidati dalla loro regina, in possesso della pietra di Kandaria (che Ash aveva dimenticato nel XIX secolo). Dopo aver liberato i prigionieri, Ash affronta e sconfigge la regina dei Deadite, che riacquista forma umana e si rivela essere Trisha.

### Epilogo
Ash tenta di usare la pietra di Kandaria per riportare la città alle sue condizioni originali, ma per sbaglio apre un altro vortice temporale e finisce nella Cina del Medioevo, più precisamente durante l'attacco dei Mongoli guidati da Gengis Khan (1211-1218). Ash viene catturato e racconta la sua storia ad una guardia (quella del prologo), che comunque non capisce niente di ciò che dice. I cinesi decidono di usare la pietra di Kandaria per uccidere Gengis Khan, ma il piano viene interrotto dal ritorno dell'entità, che possiede la guardia di Ash e alcuni samurai nelle vicinanze. Liberatosi, Ash uccide la guardia e ingaggia battaglia contro i samurai, mentre il gioco finisce in una dissolvenza.

## Accoglienza
Le critiche sono state miste. GameRankings e Metacritic hanno votato rispettivamente 63.37% e 55/100 la versione PlayStation 2, 61.71% e 58/100 quella Xbox.

## Curiosità
- La stazione televisiva KLA2 è un riferimento al film Ultimatum alla Terra; la pronuncia è infatti "Klaatu", come quella del nome del protagonista del film.